# چکیاکی، وئیودشیپ وارمیان مازوریان
چکیاکی، وئیودشیپ وارمیان مازوریان (به لاتین: Trzeciaki, Warmian-Masurian Voivodeship) یک سکونتگاه مسکونی در لهستان است که در Gmina Korsze واقع شده‌است.